# Geddes (Nueva York)
Geddes es un "pueblo" (subdivisión administrativa similar a un municipio) del condado de Onondaga, estado de Nueva York, Estados Unidos. Según el censo de 2020, tiene una población de 17,088 habitantes.
En Nueva York, un "pueblo" (en inglés, town) es una corporación municipal que constituye la división principal de cada condado (excluyendo los cinco boroughs que componen la ciudad de Nueva York), muy similar a los townships de otros estados como Pensilvania, Ohio e Indiana. Todos los residentes que no viven en una ciudad o en una reserva india viven en un town.

## Geografía
La región está ubicada en las coordenadas 43°4′36″N 76°13′28″O / 43.07667, -76.22444 (43.076667, -76.224544). Tiene una superficie total de 30.25 km², conformada por 23.75 km² de tierra y 6.50 km² de agua.

## Demografía
Según la Oficina del Censo en 2000 los ingresos medios por hogar en la región eran de $41,852 y los ingresos medios por familia eran de $51,609. Los hombres tenían unos ingresos medios de $40,688 frente a los $26,575 para las mujeres. La renta per cápita para la localidad era de $20,986. Alrededor del 8.2% de la población estaban por debajo del umbral de pobreza.
De acuerdo con la estimación 2015-2019 de la Oficina del Censo, los ingresos medios por hogar en la región son de $59,369 y los ingresos medios por familia son de $77,764. El 11.4% de la población está por debajo del umbral de pobreza.